# Loureiro (Sarria)
Loureiro (llamada oficialmente San Martiño de Loureiro) es una parroquia y una aldea española del municipio de Sarria, en la provincia de Lugo, Galicia.

## Organización territorial
La parroquia está formada por cuatro entidades de población:
- Castelo
- Loureiro
- Santa Icía
- Vilar da Torre

## Demografía

### Parroquia
| Gráfica de evolución demográfica de Loureiro (parroquia) entre 2000 y 2021 |
|                                                                            |
| Datos según el nomenclátor publicado por el INE.                           |

### Aldea
| Gráfica de evolución demográfica de Loureiro (aldea) entre 2000 y 2021 |
|                                                                        |
| Datos según el nomenclátor publicado por el INE.                       |